# Ilhan Omar
Ilhan Omar (ur. 4 października 1982 w Mogadiszu) – amerykańska politolożka i polityczka somalijskiego pochodzenia, członkini Minnesota Democratic-Farmer-Labor Party.

## Życiorys
Urodzona w 1982 roku w Mogadiszu w Somalii i wychowywała się w Baydhabo. Była najmłodszym z siedmiorga dzieci w rodzinie należącej do klasy średniej. Jej ojciec był somalijskim nauczycielem, a matka Jemenką. Po jej śmierci była wychowywana przez ojca i dziadka. Po rozpoczęciu wojny domowej wraz z rodziną uciekła w 1991 r. do obozu dla uchodźców w Kenii, a w 1995 r. wyemigrowała do Stanów Zjednoczonych. Początkowo mieszkała w Arlington, po czym przeniosła się do Minneapolis w tym samym roku. W ciągu trzech miesięcy opanowała płynnie język angielski. Przez rodzinę była wychowywana w poszanowaniu demokracji, w wieku 14 lat towarzyszyła dziadkowi w spotkaniach prawyborczych jako tłumaczka. Pracowała w samorządzie szkolnym w czasie nauki w liceum, a następnie ukończyła North Dakota State University w zakresie politologii i studiów międzynarodowych.
Zaangażowała się w działalność polityczną, pracowała przy kampaniach parlamentarnych i samorządowych. Została także jednym z dyrektorów Women Organizing Women Network in Minnesota. W 2016 r. z sukcesem kandydowała do Izby Reprezentantów stanu Minnesota i 3 stycznia 2017 r. została zaprzysiężona jako członkini stanowego kongresu z dystryktu 60B z ramienia Minnesota Democratic-Farmer-Labor Party. W czasie swojego zasiadania w Izbie była m.in. asystentką lidera mniejszości. Jest pierwszą w historii USA członkinią władz ustawodawczych pochodzenia somalijskiego.
W 2018 r. została wybrana do Kongresu Stanów Zjednoczonych.